# جون هاريس (سياسي بريطاني)
جون هاريس (بالإنجليزية: John Hobbis Harris)‏ هو مبشر وسياسي بريطاني (وحمل سابقاً جنسية المملكة المتحدة لبريطانيا العظمى وأيرلندا)، ولد في 29 يوليو 1874، وتوفي في 30 أبريل 1940. حزبياً، نشط في الحزب الليبرالي. في الانتخابات العامة في المملكة المتحدة 1923 ‏، انتخب عضو برلمان المملكة المتحدة الـ33 عن دائرة Hackney North (UK Parliament constituency) ‏ (6 ديسمبر 1923 – 9 أكتوبر 1924).